# Salix madagascariensis
Salix madagascariensis là một loài thực vật có hoa trong họ Liễu. Loài này được Bojer ex Andersson miêu tả khoa học đầu tiên năm 1867.